# Varnentsi
Varnentsi (bulgariska: Варненци) är ett distrikt i Bulgarien.   Det ligger i kommunen Obsjtina Tutrakan och regionen Silistra, i den nordöstra delen av landet, 300 km nordost om huvudstaden Sofia.
Trakten runt Varnentsi består till största delen av jordbruksmark. Runt Varnentsi är det ganska glesbefolkat, med 48 invånare per kvadratkilometer.